# The Bridge (série télévisée, 2010)
Cet article concerne la série télévisée canadienne. Pour la série télévisée américaine, voir The Bridge.
Pour les articles homonymes, voir The Bridge (homonymie).
The Bridge (L'Incorruptible au Québec) est une série télévisée canadienne en treize épisodes de 42 minutes créée par Alan Di Fiore et diffusée entre le 5 mars et le 21 mai 2010 sur le réseau CTV. Elle a aussi été diffusée aux États-Unis sur le réseau CBS à partir du samedi 10 juillet 2010 mais a été annulé après trois épisodes, faute d'audiences.
En France, la série est diffusée depuis le 19 juillet 2010 sur 13ème rue et au Québec à partir du 29 décembre 2014 sur Séries+. Elle reste inédite dans les autres pays francophones.

## Synopsis
Cette série met en scène Frank Leo qui, après avoir été élu à la tête du syndicat de police de la ville de Toronto, s'efforce de concilier ses missions de policier et la lutte qu'il mène contre le pouvoir politique en place pour défendre la population.

## Distribution

### Acteurs principaux
- Aaron Douglas (VF : Olivier Cordina) : Frank Leo
- Frank Cassini (VF : Jérôme Keen) : Bernie Cantor
- Inga Cadranel (VF : Karine Pinoteau) : Jill
- Michael Murphy (VF : Jean-Claude Sachot) : Ed Wycoff
- Ona Grauer (VF : Géraldine Asselin) : Abby St. James
- Paul Popowich (VF : Antoine Doignon) : Tommy Dunn
- Theresa Joy (VF : Ivana Coppola) : Billy

### Acteurs récurrents et invités
- Genadijs Dolganovs (VF : Patrick Noérie) : Alex (9 épisodes)
- Miranda Edwards (VF : Bérangère Jean) : Iris (6 épisodes)
- Rayisa Kondracki : Larissa (4 épisodes)
- Wendy Crewson (VF : Brigitte Virtudes) : Mayor Kennedy (4 épisodes)
- Mark Camacho (VF : Philippe Dumond) : Lee (3 épisodes)
- John Cassini (en) : Max Rytell (3 épisodes)
- Kristen Holden-Ried (VF : Thibaut Belfodil) : Mike Bodanski (3 épisodes)
- Kevin Hare : Carillo (3 épisodes)
- Lubomir Mykytiuk (VF : Frédéric Souterelle) : Yuri Babchenko (3 épisodes)

 Version française
- Société de doublage : Audi'Art[6],[7]
- Direction artistique : Patricia Angot
- Adaptation des dialogues : Nevem Alokpah, Patricia Angot, François Bercovici, Gilles Coiffard, Loïc Espinoza, Marianne Rabineau.

 Source et légende : version française (VF) sur RS Doublage et Doublage Séries Database

## Production
Le 3 juin 2010, la série a été renouvelée pour une deuxième saison, mais elle a été annulée le 14 janvier 2011.

## Épisodes
1. Porte rouge (Red Door)
2. Peins-le, noir (Paint it Black)
3. Une diva chante le blues (The Fat Lady Sings the Blues)
4. Moment d'égarement (The Unguarded Moment)
5. Vanité (Vexation of Spirit)
6. Quoi qu'on fasse (Damned If You Do)
7. L'Enfant béni (God Bless the Child)
8. Sucre Brun (Brown Sugar)
9. La Belle Dame (Painted Ladies)
10. Ne me laisse plus tomber (Never Let Me Down Again)
11. À qui la faute ? (The Blame Game)
12. Les Murmures entendus (Voices Carry)
13. Chaîne d'incompétents (Chain of Fools)

## Audiences
Le pilote a été regardé par 998 000 téléspectateurs.

## Commentaires
Le nom de la série vient du pont (« Bridge ») qui sépare le quartier prospère de Rosedale, de celui, plus pauvre, de St. James Town dans la ville de Toronto.
Cette série s'inspire de la vie de Craig Bromell, ancien dirigeant du syndicat de police de Toronto.